# Liste von Burgen, Schlössern und Festungen in Belgien
Diese Liste führt Burgen, Schlösser und Festungen in Belgien auf.

## Brüssel-Hauptstadt

### Brüssel-Hauptstadt
| Name                                           | Ort / Lage                               | Typ     | Bemerkungen | Bild |
| ---------------------------------------------- | ---------------------------------------- | ------- | ----------- | ---- |
| Coudenbergpalast                               | Brüssel                                  | Palast  |             |      |
| Egmontpalast (ehemaliger Arenbergscher Palast) | Brüssel                                  |         |             |      |
| Schloss Fond’Roy                               | Uccle/Ukkel                              | Schloss |             |      |
| Königlicher Palast                             | Brüssel Lage                             | Palast  |             |      |
| Schloss Laken                                  | Laken Lage                               | Schloss |             |      |
| Schloss La Solitude                            | Auderghem/Oudergem                       | Schloss |             |      |
| Schloss Le Belvédère                           | Brüssel                                  | Schloss |             |      |
| Schloss Le Karreveld                           | Molenbeek-Saint-Jean/Sint-Jans-Molenbeek | Schloss |             |      |
| Schloss Le Stuyvenberg                         | Laken                                    | Schloss |             |      |
| Schloss L’Orangerie                            | Uccle/Ukkel                              | Schloss |             |      |
| Schloss Rivieren                               | Ganshoren                                | Schloss |             |      |
| Schloss Trois Fontaines                        | Auderghem/Oudergem                       | Schloss |             |      |
| Schloss Sainte-Anne                            | Auderghem/Oudergem                       | Schloss |             |      |
| Schloss Val Duchesse                           | Auderghem/Oudergem                       | Schloss |             |      |

## Flandern

### Antwerpen
| Name                               | Ort / Lage           | Typ     | Bemerkungen | Bild |
| ---------------------------------- | -------------------- | ------- | --- | ---- |
| Schloss Cleydael                   | Aartselaar Lage      | Schloss | |      |
| Schloss Battenbroek                | Mechelen             | Schloss | |      |
| Schloss Marnix de Sainte-Aldegonde | Bornem               | Schloss | |      |
| Schloss Rameyen                    | Gestel               | Schloss | |      |
| Schloss Ruisbroek                  | Ruisbroek            | Schloss | |      |
| Burg Steen                         | Antwerpen Lage       | Burg    | Die Burg Steen befindet sich am rechten Ufer der Schelde in Antwerpen. Erwähnt wurde die Burg das erste Mal im 12. Jahrhundert, sie ist somit wohl das älteste Gebäude der Stadt. Die heutige Anlage der Burg ist aus dem 16. Jahrhundert. |      |
| Schloss Turnhout                   | Turnhout Lage        | Schloss | |      |
| Schloss Ursel                      | Hingene, Bornem Lage | Schloss | |      |
| Schloss Westerloo                  | Westerlo Lage        | Schloss | |      |

### Flämisch-Brabant
| Name                          | Ort / Lage                  | Typ     | Bemerkungen | Bild |
| ----------------------------- | --------------------------- | ------- | ----------- | ---- |
| Schloss Arenberg              | Löwen                       | Schloss |             |      |
| Burg Beersel                  | Beersel                     | Burg    |             |      |
| Schloss Bouchout              | Meise                       | Schloss |             |      |
| Schloss Coloma                | Sint-Pieters-Leeuw          | Schloss |             |      |
| Burg Diepensteyn, Steenhuffel | Londerzeel                  | Burg    |             |      |
| Schloss Het Steen             | Elewijt, Zemst              | Schloss |             |      |
| Schloss Gaasbeek              | Lennik                      | Schloss |             |      |
| Schloss Groot-Bijgaarden      | Groot-Bijgaarden, Dilbeek   | Schloss |             |      |
| Schloss Horst                 | Sint-Pieters-Rode, Holsbeek | Schloss |             |      |
| Kruikenburg                   | Ternat                      | Burg    |             |      |
| Schloss Ribaucourt            | Perk                        | Schloss |             |      |
| Schloss Walfergem             | Asse                        | Schloss |             |      |
| Schloss Vorselaar             | Vorselaar                   | Schloss |             |      |

### Limburg
| Name                       | Ort / Lage                         | Typ     | Bemerkungen | Bild |
| -------------------------- | ---------------------------------- | ------- | ----------- | ---- |
| Schloss Alden Biesen       | Alden Biesen, Bilzen               | Schloss |             |      |
| Schloss Aspremont-Lynden   | Rekem                              | Schloss |             |      |
| Schloss Bommershoven       | Bommershoven, Borgloon             | Schloss |             |      |
| Schloss Diepenbeek         | Diepenbeek                         | Schloss |             |      |
| Schloss Donnea             | Guigoven, Kortessem                | Schloss |             |      |
| Schloss Duras              | Duras (Sint-Truiden), Sint-Truiden | Schloss |             |      |
| Schloss Gors               | Gors-Opleeuw, Borgloon             | Schloss |             |      |
| Schloss Gingelom           | Gingelom                           | Schloss |             |      |
| Schloss Hamel              | Tongern                            | Schloss |             |      |
| Schloss Hasselbrouck       | Jeuk, Gingelom                     | Schloss |             |      |
| Schloss Heers              | Tongern                            | Schloss |             |      |
| Schloss te ’s Herenelderen | Tongern                            | Schloss |             |      |
| Schloss Lagendal           | Lummen                             | Schloss |             |      |
| Schloss Landwijk           | Herk-de-Stad                       |         |             |      |
| Schloss Meylandt           | Heusden-Zolder                     | Schloss |             |      |
| Schloss Ommerstein         | Stokkem                            | Schloss |             |      |
| Schloss Rullingen          | Borgloon                           | Schloss |             |      |
| Schloss Ryckel             | Rijkel, Borgloon                   | Schloss |             |      |
| Schloss Schalkhoven        | Schalkhoven, Hoeselt               | Schloss |             |      |
| Schloss Schoonbeek         | Beverst                            | Schloss |             |      |
| Schloss Vilain XIIII       | Leut, Maasmechelen                 | Schloss |             |      |
| Schloss Vogelsanck         | Zolder                             | Schloss |             |      |

### Ostflandern
| Name                  | Ort / Lage                  | Typ     | Bemerkungen | Bild |
| --------------------- | --------------------------- | ------- | ----------- | ---- |
| Schloss Aaishove      | Kruishoutem                 | Schloss |             |      |
| Schloss Beerlegem     | Kruishoutem                 | Schloss |             |      |
| Schloss Casier        | Kruishoutem                 | Schloss |             |      |
| Schloss Cortewalle    | Beveren                     | Schloss |             |      |
| Burg Gravensteen      | Gent                        | Schloss |             |      |
| Schloss Herlegem      | Kruishoutem                 | Schloss |             |      |
| Schloss Kruishoutem   | Kruishoutem                 | Schloss |             |      |
| Schloss Laarne        | Laarne                      | Schloss |             |      |
| Schloss Leeuwergem    | Zottegem                    | Schloss |             |      |
| Schloss Moorsel       | Moorsel                     | Schloss |             |      |
| Schloss Nokere        | Nokere                      | Schloss |             |      |
| Schloss Ooidonk       | Bachte-Maria-Leerne, Deinze | Schloss |             |      |
| Schloss Poeke         | Poeke                       | Schloss |             |      |
| Schloss Reyvissche    | Gent                        | Schloss |             |      |
| Schloss Ter Leyen     | Boekhoute                   | Schloss |             |      |
| Hof ter Saksen        | Beveren                     | Schloss |             |      |
| Schloss Wannegem-Lede | Kruishoutem                 | Schloss |             |      |
| Schloss Wissekerke    | Kruibeke                    | Schloss |             |      |

### Westflandern
| Name                    | Ort / Lage         | Typ     | Bemerkungen | Bild |
| ----------------------- | ------------------ | ------- | ----------- | ---- |
| Schloss Jonghe d’Ardoye | Ardooie            | Schloss |             |      |
| Schloss Beauvoorde      | Veurne             | Schloss |             |      |
| Schloss Espierres       | Spiere-Helkijn     | Schloss |             |      |
| Schloss Ingelmunster    | Ingelmunster       | Schloss |             |      |
| Schloss Loppem          | Loppem, Zedelgem   | Schloss |             |      |
| Burg Oostkerke          | Oostkerke, Damme   | Burg    |             |      |
| Schloss Rumbeke         | Rumbeke, Roeselare | Schloss |             |      |
| Schloss Tillegem        | Sint-Michiels      | Schloss |             |      |
| Schloss Wijnendale      | Torhout            | Schloss |             |      |

## Wallonische Region

### Hennegau
| Name                        | Ort / Lage                            | Typ       | Bemerkungen | Bild |
| --------------------------- | ------------------------------------- | --------- | ----------- | ---- |
| Schloss Acoz                | Acoz, Gerpinnes                       | Schloss   |             |      |
| Schloss Attre               | Attre, Brugelette                     | Schloss   |             |      |
| Schloss Antoing             | Antoing                               | Schloss   |             |      |
| Schloss Anvaing             | Avaing, Frasnes-lez-Anvaing           | Schloss   |             |      |
| Schloss Belœil              | Belœil                                | Schloss   |             |      |
| Schloss Bitremont           | Bury                                  | Schloss   |             |      |
| Schloss Cartier             | Marchienne-au-Pont                    | Schloss   |             |      |
| Schloss Chimay              | Chimay                                | Schloss   |             |      |
| Schloss Écaussinnes-Lalaing | Écaussinnes-Lalaing, Ecaussinnes      | Schloss   |             |      |
| Schloss Egmont              | Herchies, Jurbise                     | Schloss   |             |      |
| Schloss L’Estriverie        | Bois-de-Lessines, Lessines            | Schloss   |             |      |
| Schloss Farciennes          | Farciennes                            | Schloss   |             |      |
| Schloss Feluy               | Feluy, Seneffe                        | Schloss   |             |      |
| Schloss Fontaine-l’Évêque   | Fontaine-l’Évêque                     | Schloss   |             |      |
| Burg Forchies-la-Marche     | Forchies-la-Marche, Fontaine-l’Évêque | Schloss   |             |      |
| Burg Le Fosteau             | Leers-et-Fosteau, Thuin               | Burg      |             |      |
| Schloss Ham-sur-Heure       | Ham-sur-Heure, Ham-sur-Heure-Nalinnes | Schloss   |             |      |
| Schloss Havré               | Havré, Mons                           | Schloss   |             |      |
| Schloss Imbrechies          | Monceau-Imbrechies, Momignies         | Schloss   |             |      |
| Burg Irchonwelz             | Igchonwelz, Ath                       | Schloss   |             |      |
| Schloss La Motte            | Gougnies, Gerpinnes                   | Schloss   |             |      |
| Schloss Mariemont           | Morlanwelz                            | Schloss   |             |      |
| Schloss Monceau-sur-Sambre  | Monceau-sur-Sambre, Momignies         | Schloss   |             |      |
| Schloss Montignies-sur-Roc  | Montignies-sur-Roc, Honnelles         | Schloss   |             |      |
| Grafenburg Mouscron         | Mouscron                              | Burg      |             |      |
| Schloss Pirmez              | Gougnies, Gerpinnes                   | Schloss   |             |      |
| Schloss Presles             | Aiseau-Presles                        | Schloss   |             |      |
| Burg Rianwelz               | Courcelles                            | Burg      |             |      |
| Schloss Le Rœulx            | Le Roeulx                             | Schloss   |             |      |
| Schloss La Rocq             | Arquennes, Seneffe                    | Schloss   |             |      |
| Burgruine La Royère         | Néchin, Estaimpuis                    | Burg      |             |      |
| Burgruine Sars-la-Bruyère   | Frameries                             | Burgruine |             |      |
| Schloss Seneffe             | Seneffe                               | Schloss   |             |      |
| Burg Solre-sur-Sambre       | Solre-sur-Sambre, Erquelinnes         | Burg      |             |      |
| Schloss Templeuve           | Templeuve, Tournai                    | Schloss   |             |      |
| Schloss Thoricourt          | Thoricourt, Silly                     | Schloss   |             |      |
| Schloss Thuillies           | Thuin                                 | Schloss   |             |      |
| Burg Trazegnies             | Courcelles                            | Burg      |             |      |

### Lüttich
| Name                  | Ort / Lage              | Typ       | Bemerkungen | Bild |
| --------------------- | ----------------------- | --------- | ----------- | ---- |
| Schloss Abée          | Abée, Tinlot            | Schloss   |             |      |
| Haus Amstenrath       | Eynatten                | Schloss   |             |      |
| Schloss Awan          | Awan                    | Schloss   |             |      |
| Schloss Aigremont     | Flémalle                | Schloss   |             |      |
| Schloss Bolland       | Bolland                 | Schloss   |             |      |
| Schloss Braives       | Braives                 | Schloss   |             |      |
| Schloss Bra           | Bra, Lierneux           | Schloss   |             |      |
| Schloss Bracht        | Bracht                  | Schloss   |             |      |
| Schloss Brunsode      | Tilff, Esneux           | Schloss   |             |      |
| Schloss Chokier       | Chokier, Flémalle       | Schloss   |             |      |
| Schloss Dieupart      | Aywaille                | Schloss   |             |      |
| Schloss Embleve       | Aywaille                | Schloss   |             |      |
| Burg Eynatten         | Eynatten                | Burg      | abgegangen  |      |
| Eyneburg              | Hergenrath              | Burg      |             |      |
| Schloss Fallais       | Fallais                 | Schloss   |             |      |
| Schloss Fanson        | Xhoris, Ferrières       | Schloss   |             |      |
| Schloss Fosseroule    | Huccorgne, Wanze        | Schloss   |             |      |
| Burg Franchimont      | Theux                   | Burg      |             |      |
| Schloss Froidcourt    | Stoumont                | Schloss   |             |      |
| Schloss Hautepenne    | Flémalle                | Schloss   |             |      |
| Schloss Harzé         | Aywaille                | Schloss   |             |      |
| Schloss Jehay         | Amay                    | Schloss   |             |      |
| Schloss Lassus        | Hamoir                  | Schloss   |             |      |
| Schloss Lavaux        | Esneux                  | Schloss   |             |      |
| Schloss Le Fy         | Esneux                  | Schloss   |             |      |
| Schloss Limont        | Donceel                 | Schloss   |             |      |
| Donjon von Limont     | Donceel                 | Schloss   |             |      |
| Burgruine Logne       | Vieuxville, Ferrières   | Burgruine |             |      |
| Schloss Lontzen       | Lontzen                 | Schloss   |             |      |
| Schloss Marchin       | Marchin                 | Schloss   |             |      |
| Schloss Modave        | Modave                  | Schloss   |             |      |
| Schloss Montjardin    | Remouchamps             | Schloss   |             |      |
| Schloss Longchamps    | Waremme                 | Schloss   |             |      |
| Schloss Le Rond-Chêne | Esneux                  | Schloss   |             |      |
| Burgruine Raaf        | Eynatten                | Burgruine |             |      |
| Burg Raeren           | Raeren                  | Burg      |             |      |
| Burg Reinhardstein    | Robertville             | Schloss   |             |      |
| Burg Reuland          | Burg-Reuland            | Burg      |             |      |
| Schloss Royseux       | Vierset-Barse, Modave   | Schloss   |             |      |
| Schloss Soiron        | Pepinster               | Schloss   |             |      |
| Burg Streversdorp     | Montzen                 | Burg      |             |      |
| Schloss Thal          | Kettenis                | Schloss   |             |      |
| Schloss Thor          | Astenet                 | Schloss   |             |      |
| Schloss Vierset       | Vierset-Barse, Modave   | Schloss   |             |      |
| Vlattenhaus           | Eynatten                | Burgruine |             |      |
| Schloss Waleffe       | Faimes                  | Schloss   |             |      |
| Schloss Warfusée      | Saint-Georges-sur-Meuse | Schloss   |             |      |
| Schloss Waroux        | Alleur, Ans             | Schloss   |             |      |
| Schloss Wégimont      | Soumagne                | Schloss   |             |      |
| Schloss Weims         | Kettenis                | Schloss   |             |      |
| Schloss Xhos          | Anthisnes               | Schloss   |             |      |

### Luxemburg
| Name                       | Ort / Lage                        | Typ     | Bemerkungen | Bild |
| -------------------------- | --------------------------------- | ------- | --- | ---- |
| Schloss Hassonville        | Aye                               | Schloss | |      |
| Burgruine Barnich          | Autelbas, Arlon                   | Burg    | |      |
| Schloss Biourge            | Orgeo                             | Schloss | |      |
| Schloss Bleid              | Bleid, Virton                     | Schloss | |      |
| Burg Bouillon              | Bouillon Lage                     | Burg    | Die Burg liegt in einer Schleife des Flusses Semois nördlich des Ortes Bouillon. Der Ursprung der Burg ist unbekannt, als Burg entstand sie zwischen 1050 und 1067. Heute kann die Burg besichtigt werden und ist somit ein touristischer Anziehungspunkt. |      |
| Schloss Deulin             | Fronville, Hotton                 | Schloss | |      |
| Schloss des Amerois        | Bouillon                          | Schloss | |      |
| Schloss Dohan              | Dohan (Bouillon), Bouillon        | Schloss | |      |
| Schloss Durbuy             | Durbuy                            | Schloss | |      |
| Schloss La Margelle        | Étalle                            | Schloss | |      |
| Schloss Farnières          | Grand-Halleux, Vielsalm           | Schloss | |      |
| Schloss Grune              | Nassogne, Ortsteil Grune          | Schloss | |      |
| Schloss Guirsch            | Guirsch Arlon                     | Schloss | |      |
| Schloss Le Pont d’Oye      | Habay-la-Neuve                    | Schloss | |      |
| Burgruine Herbeumont       | Herbeumont                        | Schloss | |      |
| Burg Izier                 | Izier, Durbuy                     | Burg    | |      |
| Schloss Jemeppe            | Hargimont, Marche-en-Famenne      | Schloss | |      |
| Schloss Laittres           | Saint-Mard, Virton                | Schloss | |      |
| Burgruine La Roche         | La Roche-en-Ardenne               | Burg    | |      |
| Schloss Losange            | Villers-la-Bonne-Eau, Bastogne    | Schloss | |      |
| Burgruine Montaigu         | Marcourt                          | Burg    | |      |
| Schloss Mirwart            | Mirwart                           | Schloss | |      |
| Burgruine Montquintin      | Montquintin, Rouvroy              | Burg    | |      |
| Burgruine Moudreux         | Brisy, Gouvy                      | Schloss | |      |
| Schloss Orval              | Villers-devant-Orval, Florenville | Schloss | |      |
| Schloss Rendeux-Bas        | Rendeux                           | Schloss | |      |
| Burg Salm                  | Salmchâteau, Vielsalm             | Schloss | |      |
| Schloss Steinbach          | Gouvy                             | Schloss | |      |
| Schloss Tavigny            | Tavigny, Houffalize               | Schloss | |      |
| Schloss Villers-sur-Semois | Villers-sur-Semois, Étalle        | Schloss | |      |
| Schloss Waha               | Marche-en-Famenne                 | Schloss | |      |

### Namur
| Name                       | Ort / Lage                     | Typ       | Bemerkungen | Bild |
| -------------------------- | ------------------------------ | --------- | ----------- | ---- |
| Schloss Anhaive            | Namur                          | Schloss   |             |      |
| Schloss Annevoie           | Annevoie-Rouillon, Anhée       | Schloss   |             |      |
| Schloss Ave                | Ave-et-Auffe, Rochefort        | Schloss   |             |      |
| Schloss Barvaux-en-Condroz | Havelange                      | Schloss   |             |      |
| Schloss Bioul              | Bioul, Anhée                   | Schloss   |             |      |
| Burg Bonneville            | Bonneville, Andenne            | Burg      |             |      |
| Schloss Bormenville        | Flostoy, Havelange             | Schloss   |             |      |
| Burg Crèvecœur             | Bouvignes-sur-Meuse, Dinant    | Burg      |             |      |
| Schloss Corroy             | Corroy-le-Château, Gembloux    | Schloss   |             |      |
| Burg Crupet                | Crupet, Assesse                | Burg      |             |      |
| Schloss Dave               | Dave                           | Schloss   |             |      |
| Burgruine Fagnolle         | Fagnolle, Philippeville        | Burg      |             |      |
| Schloss Faulx-les-Tombes   | Faulx-les-Tombes, Gesves       | Schloss   |             |      |
| Schloss Flawinne           | Flawinne, Namur                | Schloss   |             |      |
| Schloss Fontaine           | Anthée, Onhaye                 | Schloss   |             |      |
| Schloss Fontaine           | Emptinne, Hamois               | Schloss   |             |      |
| Schloss Fooz               | Wépion, Namur                  | Schloss   |             |      |
| Schloss Franc-Waret        | Fernelmont                     | Schloss   |             |      |
| Schloss Freÿr              | Hastière                       | Schloss   |             |      |
| Schloss Haltinne           | Haltinne, Gesves               | Schloss   |             |      |
| Schloss Hanzinelle         | Hanzinelle, Florennes          | Schloss   |             |      |
| Burgruine Hauteroche       | Dourbes                        | Burgruine |             |      |
| Schloss Haversin           | Haversin, Ciney                | Schloss   |             |      |
| Schloss Jannée             | Pessoux, Ciney                 | Schloss   |             |      |
| Schloss Lavaux-Sainte-Anne | Lavaux-Sainte-Anne, Rochefort  | Schloss   |             |      |
| Schloss Le Moisnil         | Maizeret, Andenne              | Schloss   |             |      |
| Schloss Lesve              | Lesve, Profondeville           | Schloss   |             |      |
| Schloss Masogne            | Pessoux, Ciney                 | Schloss   |             |      |
| Schloss Mielmont           | Onoz, Jemeppe-sur-Sambre       | Schloss   |             |      |
| Burgruine Montaigle        | Falaën, Onhaye                 | Burg      |             |      |
| Schloss Morialmé           | Florennes                      | Schloss   |             |      |
| Schloss Namur              | Namur                          |           |             |      |
| Schloss Noisy              | Celles                         | Schloss   |             |      |
| Schloss Onthaine           | Achêne, Ciney                  | Schloss   |             |      |
| Burg Poilvache             | Houx                           | Burg      |             |      |
| Schlossruine Rochefort     | Rochefort                      | Schloss   |             |      |
| Schloss Sart-Eustache      | Sart-Eustache, Fosses-la-Ville | Schloss   |             |      |
| Schloss Scry               | Mettet                         | Schloss   |             |      |
| Schloss Seilles            | Seilles, Andenne               | Schloss   |             |      |
| Schloss Senzeille          | Senzeille, Cerfontaine         | Schloss   |             |      |
| Château de Sombreffe       | Sombreffe                      | Schloss   |             |      |
| Schloss Spontin            | Yvoir                          | Schloss   |             |      |
| Schloss Spy                | Spy                            | Schloss   |             |      |
| Burg Thon-Samson           | Thon-Samson, Andenne           | Burg      |             |      |
| Schloss Trazegnies         | Berzée, Walcourt               | Schloss   |             |      |
| Burg Thy-le-Château        | Thy-le-Château, Walcourt       | Burg      |             |      |
| Schloss Vêves              | Celles, Houyet                 | Schloss   |             |      |
| Schloss Vierves-sur-Viroin | Vierves-sur-Viroin             | Schloss   |             |      |
| Schloss Villers-sur-Lesse  | Villers-sur-Lesse, Rochefort   | Schloss   |             |      |
| Schloss Vonêche            | Vonêche, Beauraing             | Schloss   |             |      |
| Schloss Walzin             | Dréhance, Dinant               | Schloss   |             |      |

### Wallonisch-Brabant
| Name                        | Ort / Lage                                  | Typ     | Bemerkungen | Bild |
| --------------------------- | ------------------------------------------- | ------- | ----------- | ---- |
| Schloss Argenteuil          | Waterloo                                    | Schloss |             |      |
| Schloss Baudemont           | Ittre                                       | Schloss |             |      |
| Schloss Bierbais            | Mont-Saint-Guibert                          | Schloss |             |      |
| Schloss Blanmont            | Blanmont, Chastre                           | Schloss |             |      |
| Schloss Bois-Seigneur-Isaac | Ophain-Bois-Seigneur-Isaac, Braine-l’Alleud | Schloss |             |      |
| Schloss Bonlez              | Bonlez                                      | Schloss |             |      |
| Schloss Bousval             | Bousval, Genappe                            | Schloss |             |      |
| Schloss Braine-le-Château   | Braine-le-Château                           | Schloss |             |      |
| Schloss Clabecq             | Clabecq, Tubize                             | Schloss |             |      |
| Schloss Dongelberg          | Dongelberg, Jodoigne                        | Schloss |             |      |
| Schloss Gentinnes           | Gentinnes, Chastre                          | Schloss |             |      |
| Schloss Ghobert             | Jodoigne                                    | Schloss |             |      |
| Schloss Goblet d’Alviella   | Court-Saint-Etienne                         | Schloss |             |      |
| Schloss Hélécine            | Opheylissem, Hélécine                       | Schloss |             |      |
| Schloss Houtain-le-Val      | Houtain-le-Val, Genappe                     | Schloss |             |      |
| Schloss Ittre               | Ittre                                       | Schloss |             |      |
| Schloss Jauche              | Jauche                                      | Schloss |             |      |
| Schloss La Hulpe            | La Hulpe                                    | Schloss |             |      |
| Schloss La Vicomté          | Jodoigne                                    | Schloss |             |      |
| Burg Linsmeau               | Linsmeau, Hélécine                          | Schloss |             |      |
| Schloss Moriensart          | Céroux-Mousty                               | Schloss |             |      |
| Burgruine Opprebais         | Incourt                                     | Burg    |             |      |
| Schloss Pastur              | Jodoigne                                    | Schloss |             |      |
| Burg Piétrebais             | Grez-Doiceau                                | Burg    |             |      |
| Schloss Rixensart           | Rixensart                                   | Schloss |             |      |
| Schloss Savenel             | Nethen, Grez-Doiceau                        | Schloss |             |      |